# Kopfloch
Das Kopfloch ist ein Baggerloch, das von der Firma Kopf Kies zur Kiesgewinnung im Flussbett des Alten Rheins ausgehoben wurde. Es liegt in Österreich im Bundesland Vorarlberg in Altach direkt an der Grenze zur Schweiz.
Heute wird im Kopfloch kein Kies mehr gefördert. Das Gebiet dient den Bewohnern der umliegenden Gemeinden als Naherholungsgebiet und ist ein beliebtes Ziel für Badegäste, Fischer, Spaziergänger und Taucher. Auf dem Gelände des Kieswerkes direkt am Ufer befindet sich die Galerie im Kies, die zweimal jährlich zeitgenössische Kunstwerke im freien Raum ausstellt.
Direkt angrenzend beginnt ein schmaler Fußweg, der über einen Steg auf die Schweizer Seite des Alten Rheins führt.